# 暦の上ではディセンバー
「暦の上ではディセンバー」（こよみのうえではディセンバー）は、2013年上半期放送のNHK連続テレビ小説『あまちゃん』の劇中に登場する、架空のアイドルグループ「アメ横女学園芸能コース」の楽曲。2013年6月29日にビクターエンタテインメントからダウンロード・シングルでリリースされた。
なお、実際にこの楽曲を歌唱したのはアイドルグループのベイビーレイズと声優の水瀬いのりの計6人である。後にベイビーレイズのみで歌ったリメイクバージョンもシングルでリリースされた（後述）。

## 解説

### 設定・制作
『あまちゃん』の劇中に登場するアイドルグループ「アメ横女学園芸能コース」（通称:アメ女）が歌う設定の劇中歌であり、アメ女の下部組織であり主人公の天野アキ（能年玲奈）らが所属する「GMT47」のメンバーも路上ライブなどで歌う。劇中では荒巻太一（古田新太）の作詞・作曲・プロデュースのアメ女の3枚目のシングル表題曲という設定となっており、2009年のミリオンヒットシングルとして登場するため、当時のグループアイドルを彷彿とさせる楽曲となっているほか、間奏部分ではラップのパートもある。
アメ女の楽曲は「暦の上ではディセンバー」以外にも「涙目セプテンバー」「失恋バーバー」（以上1st Single）「空回りオクトーバー」「肌寒いノーベンバー」（以上2nd Single）「ペンフレンドはバンクーバー」（3rd Singleのカップリング曲）「宇宙船リメンバー」「せつなさはアンバー」（以上4th Single）が劇中に登場しているが、実際に曲が制作・披露されたのはこの「暦の上ではディセンバー」のみである。
『あまちゃん』の劇伴を手掛けた大友良英が自身のブログおよび自身のラジオ番組で語ったところによると、劇中で重要な役割を与えられることが最初から決まっていた「潮騒のメモリー」と異なり、元々は劇中でBGM的に使用される予定で制作され始めたものであったという。ドラマ制作がある程度進行した時点で、脚本の宮藤官九郎から劇中で使う楽曲のための短い詞が大友に送られ、大友とストリングスアレンジを担当していた江藤直子 (Giulietta Machine) がこれに曲を付けて宮藤に送ったところ、宮藤から「本格的に作りたくなっちゃいました」とその日のうちにAメロ・Bメロ・ラップパートの入ったフルサイズの歌詞が送られてきたといい、さらにNHKの音響効果スタッフから「劇中の振り付けや撮影の進行の関係上、翌日までデモ音源を作成して欲しい」との依頼があったため、大友と「潮騒のメモリー」録音のためにたまたまレコーディングスタジオに居合わせたSachiko Mが一晩かけてデモ音源の制作に取り組んだものであった。具体的には、最初のデモ音源で作られたサビ（大友担当）とイントロ（江藤担当）にSachiko MがAメロとBメロを追加して整えたというもので、デモ音源のラップパートは大友自身により吹き込まれ、これを聴いた宮藤らが爆笑したという。「ラララ」の部分はSachiko Mのアイデア。この（フルサイズの）デモ音源を元にドラマ内のカラオケ音源などを制作した高井康生がギターやベースにより2か月近くをかけてアレンジを行って最終的に曲を完成させた。イントロのコードが他の部分と明らかに異なるが、これは江藤の作成した最初のデモ音源のイントロを転調せずそのまま使ったためで、大友がつなぎ合わせて転調しようとしたところ、その意外性からそのまま使用したものだという。

### 歌唱
楽曲の名義は「アメ横女学園芸能コース」であるが、実際にこの楽曲を歌唱したのは能年と同じレプロエンタテインメントに所属する5人組女性アイドルグループ「ベイビーレイズ」と、劇中でアメ女メンバーの成田りな役で出演する水瀬いのりの計6人によるものである。元々大友は「（BGM的に使われる楽曲なので）NHKの若い子を集めればいいや」と考えていたところ、高井によるアレンジの出来の良さと、ドラマ内で頻出することが判明したことからに本格的なレコーディングを決断、劇伴のレコーディングのスケジュールがあらかじめ決まっていたことから「録音日にスケジュールの合う、ある程度ちゃんと歌える歌手と若くて元気のいい女性」のブッキングを依頼したところ、たまたまスケジュールの空いていたベイビーレイズと水瀬、コーラスとして参加した10代のモデル5名（幸映、下垣真香、野中葵、杉浦舞美、坂口佳穂）に白羽の矢が立ったものであったという。歌のパート割りはNHKのドラマ演出担当の指示によるものだという。
2013年12月31日に放送された第64回NHK紅白歌合戦では、企画ステージ『「あまちゃん」“特別編”』の冒頭で「GMTスペシャルユニット feat.アメ横女学園芸能コース」として以下の11名が出演し、あまちゃんスペシャルビッグバンドの生演奏をバックに歌唱を披露した。
- GMTメンバー：天野アキ（能年玲奈）、入間しおり（松岡茉優）、遠藤真奈（大野いと）、宮下アユミ（山下リオ）、喜屋武エレン（蔵下穂波）
- アメ女メンバー：有馬めぐ（足立梨花）、成田りな（水瀬いのり）
- ベイビーレイズ[注 4]：大矢梨華子、傳谷英里香、林愛夏、高見奈央

なお、GMTメンバーの小野寺薫子（優希美青）とベロニカ（斎藤アリーナ）、アメ女メンバーの高幡アリサ（吉田里琴）、ベイビーレイズの渡邊璃生はいずれも15歳未満（放送日時点）で、労働基準法の規定で20時以降の生放送に出演できないため不参加となっている。

## リリース・チャート成績
2013年8月28日発売のドラマのコンピレーション・アルバム『あまちゃん 歌のアルバム』にて初CD化された。なお、同ドラマのサウンドトラック『連続テレビ小説「あまちゃん」オリジナル・サウンドトラック』には、この楽曲のBメロとサビを基に江藤が再アレンジしたインストゥルメンタル「奈落」が収録されている。
配信開始初日のレコチョクのシングル部門デイリーチャートで1位を獲得。また、7月2日から配信されたiTunes Storeのシングル総合チャートでも1位となった。

## 収録曲
1. 暦の上ではディセンバー
(作詞：宮藤官九郎、作曲：大友良英・Sachiko M・江藤直子・高井康生、編曲：高井康生)

## ベイビーレイズ版
「暦の上ではディセンバー」は、ベイビーレイズの5枚目のシングル。2013年9月11日に、ポニーキャニオンより発売。
番組内の音源とは別に、ベイビーレイズのメンバーにより「ベイビーレイズVer.」として改めてレコーディングされたものである。CD+DVDの2枚組で発売されている。
オリコンチャート初登場6位を記録し、ベイビーレイズは本作で初のオリコンチャートTOP10入りを果たす。

### 収録曲
CD
1. 暦の上ではディセンバー（ベイビーレイズVer.） [3:43]
  - 作詞：宮藤官九郎、作曲：大友良英・Sachiko M・江藤直子・高井康生、編曲：高井康生

2. 暦の上ではディセンバー（ベイビーレイズVer.） -Instrumental-

DVD
1. 暦の上ではディセンバー（ベイビーレイズ振り付けVer.）

特典
初回生産分のみに封入。
1. イベント参加券
2. オリジナル・トレーディングカード 全5種より1種

### 注記
1. ↑  このような経緯で作成された楽曲（歌）の一つに、「いらないバイク買い取るぞう!」（劇中劇内のテレビCMのために作成された曲。『あまちゃん 歌のアルバム』収録）がある。
2. ↑  宮藤は「3分で書き上げた」と語っている[9]。
3. ↑  元々は「東京編」のBGMとして用いるために作られたものであるという。
4. ↑  「アメ女」の衣装で出演。

## 参考資料
- 大友良英 (2013年6月28日). “いきなり情報解禁「暦の上ではディセンバー」制作秘話”.   大友良英のJAMJAM日記. 2013年6月29日閲覧。
- 大友良英 (2013年7月9日). “「暦の上ではディセンバー」制作秘話の追記”.   大友良英のJAMJAM日記. 2013年7月13日閲覧。
- 大友良英、Sachiko M、江藤直子 (17 August 2013). “#176”. 大友良英のJAMJAMラジオ (Podcast). KBS京都ラジオ. 2013年8月18日閲覧.
- “新たな挿入歌完成!”. 「あまちゃん」関連情報.   日本放送協会. 2013年7月23日時点のオリジナルよりアーカイブ。2013年9月11日閲覧。